# Queen’s Park (Toronto Subway)

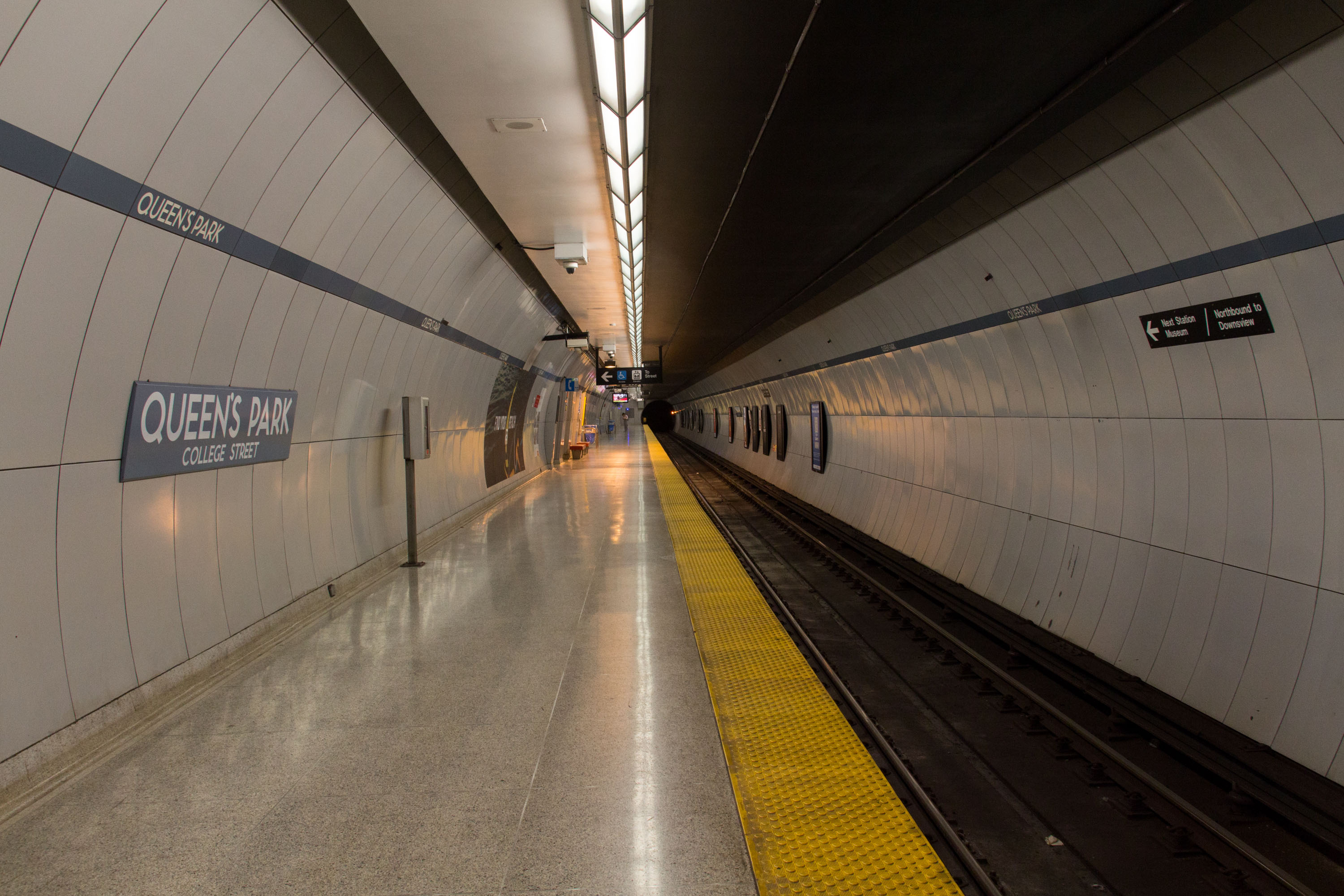
Blick auf den Bahnsteig

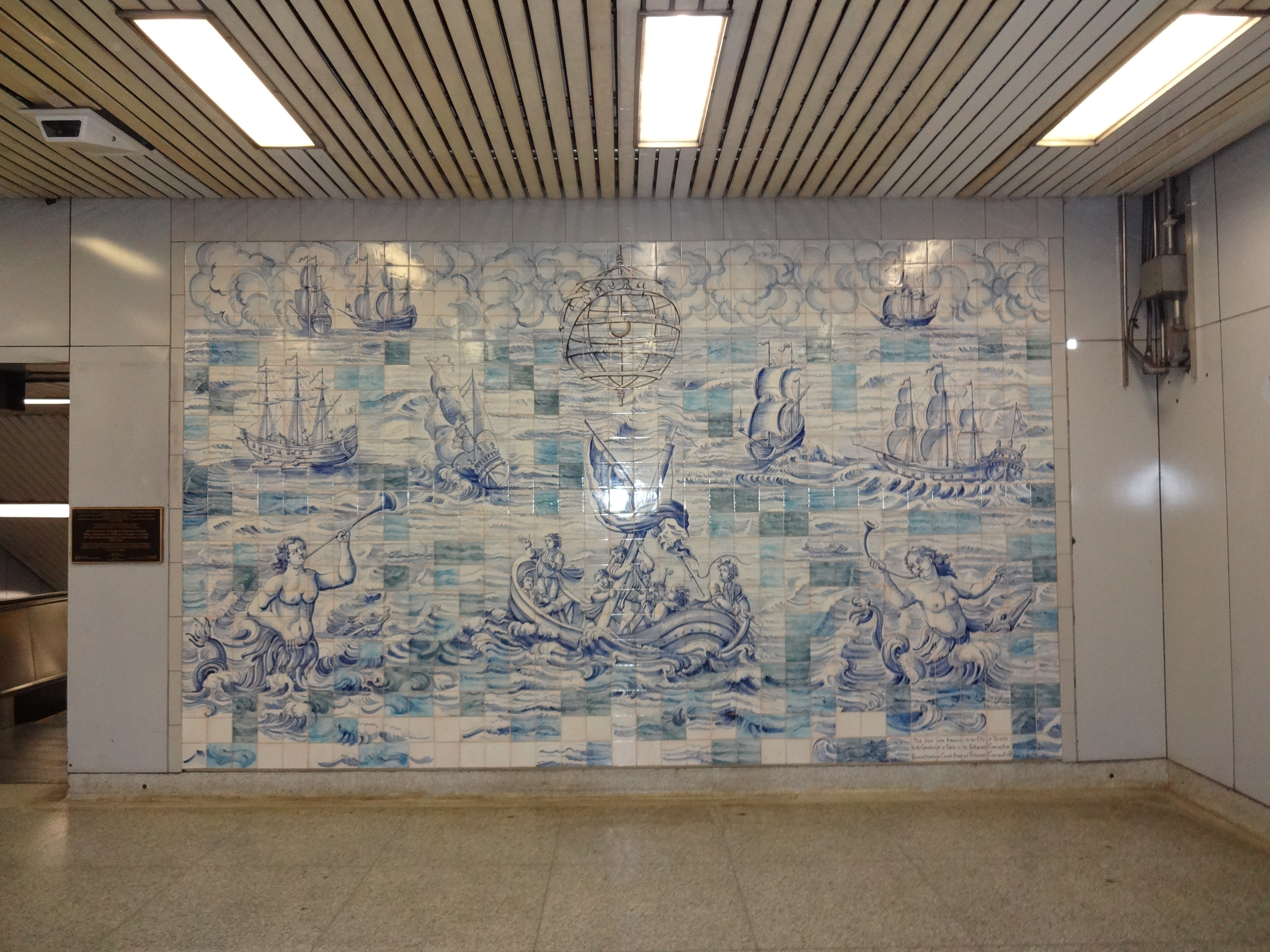
Keramik-Wandbild

Queen’s Park ist eine unterirdische U-Bahn-Station in Toronto. Sie liegt an der Yonge-University-Linie der Toronto Subway, an der Kreuzung von University Avenue und College Street. Benannt ist sie nach dem nahe gelegenen Queen’s Park. Die Station besitzt einen Mittelbahnsteig und wird täglich von durchschnittlich 46.470 Fahrgästen genutzt (2018). In der Nähe befinden sich das Parlamentsgebäude von Ontario, das Toronto General Hospital und der südöstliche Teil der University of Toronto. Es bestehen Umsteigemöglichkeiten zu zwei Buslinien der Toronto Transit Commission und zur Straßenbahnlinie 506.
Die Eröffnung der Station erfolgte am 28. Februar 1963, zusammen mit dem Abschnitt Union – St. George. Seinen vollen Verkehrswert erreichte er allerdings erst drei Jahre später mit der Eröffnung der in St. George querenden Bloor-Danforth-Linie. Die Auslastung war in den ersten Jahren geringer als ursprünglich prognostiziert. Aus diesem Grund war der Betrieb vor allem an Wochenenden eingeschränkt; erst seit 1978 ist er auf der gesamten Strecke jederzeit durchgehend.
Die Verteilerebene ist seit 2003 mit einem Wandbild aus Keramik verziert. Es handelt sich um ein Geschenk der Regierung Portugals und erinnert an die portugiesischen Entdeckungsreisen in der Neuen Welt. Gestaltet wurde es von Ana Vilel und hergestellt von der Fábrica de Cerâmica da Viúva Lamego in Lissabon.